# ビキニ伝説もんろーもんろー
『ビキニ伝説もんろーもんろー』（ビキニでんせつもんろーもんろー）とは、Mopal（ムーパル）で2010年10月から放送されていたグラビアアイドルたちが出演するバラエティ番組。MCはウクレレえいじ。アシスタントMCは山下若菜。毎月第二第四金曜日20時からニコニコ動画で生放送していた。

## 概要
2009年9月より開始したすももが2010年10月にリニューアルし、現在のタイトルとなった。
番組内容は、生着替えやバスタオルはがし合い、ブリッジ我慢くらべなどセクシーな競技でグラビアアイドルたちがチーム対抗戦で競い合うほか、なつかしいようで斬新？なセクシーコントやニコニコ動画の視聴者と生でやりとりしながら会議をするコーナーもある。

## コーナー
もんろー牧場の決闘
2つのチームに分かれて、セクシー＆バイオレンスな種目で争う。
ご存知！ケーシー家族
ウクレレえいじがケーシー高峰に似たお父さんに扮したほのぼのエロコントである。
もんろー生会議
ウクレレえいじともんろーガールズが視聴者と共に番組の内容や世相をバシバシ斬っていくコーナーである。

## 出演者
- ウクレレえいじ
- 山下若菜
- 長谷由実子
- 坂上麻美
- 優木まゆ
- 谷森友紀
- シャンシャン
- 佐藤江利奈